# Persephonaster armiger
Persephonaster armiger är en sjöstjärneart som beskrevs av Ludwig 1905. Persephonaster armiger ingår i släktet Persephonaster och familjen kamsjöstjärnor. Inga underarter finns listade i Catalogue of Life.